# Samir Nasri
Samir Nasri (Marsella, 26 de junio de 1987) es un exfutbolista franco-argelino que jugaba como centrocampista su último club fue el R. S. C. Anderlecht de la Jupiler Pro League.
Nasri es conocido por su habilidad técnica, su creatividad, ritmo y habilidad para leer el juego. Es descrito como un jugador cuya "visión e imaginación lo hacen un oponente impredecible". Su estilo de juego, habilidad y ascendencia cultural lo han llevado a comparaciones con la leyenda francesa Zinedine Zidane.
Nasri comenzó su carrera futbolística jugando para clubes locales de su natal Marsella. A los 9 años de edad, Nasri se unió al Olympique de Marsella y pasó los siguientes siete años desarrollándose en la academia juvenil del club en La Commandiere, el centro de entrenamiento del club. En la temporada 2004-05, Nasri hizo su debut profesional en septiembre de 2004 a la edad de 17 años contra el Sochaux. En la siguiente temporada, se convirtió en titular regular y también participó en una competición europea por primera vez en su carrera, jugando la edición 2005-06 de la Copa de la UEFA. En la temporada 2006-07, Nasri ganó el premio al Mejor Jugador Joven del Año por la Unión Nacional de Futbolistas Profesionales y también fue incluido en el Equipo del Año de la liga francesa. Nasri finalizó su carrera en el Marsella acumulando más de 160 apariciones. Nasri también fue parte de los equipos que alcanzaron dos finales consecutivas de Copa de Francia en 2006 y 2007.
En junio de 2008 se unió a un equipo de la Premier League de Inglaterra, el Arsenal F. C., firmando un contrato de 4 años. Nasri alcanzó la prominencia con este equipo en su tercera temporada, ganando el premio al Jugador del Mes por la Asociación de Futbolistas Profesionales (PFA por sus siglas en inglés) en tres ocasiones y siendo incluido en el Equipo del Año. En diciembre de 2010 fue elegido como el Futbolista Francés del Año por la revista France Football gracias a su desempeño durante ese año. En agosto de 2011, luego de tres temporadas con el Arsenal, Nasri se unió al Manchester City, con el cual firmó un contrato de 4 años. En su primera temporada con el club, ganó su primer trofeo importante como jugador al obtener el título de Premier League de la temporada 2011-12.
Nasri ha sido jugador de la selección francesa desde las categorías juveniles y ha representado a su nación en todos los niveles para los cuales era elegible. Antes de jugar con la selección mayor, jugó en la selección Sub-17 que ganó el Campeonato Europeo Sub-17 de 2004. Nasri hizo su debut internacional con la selección mayor en marzo de 2007 en un amistoso contra Austria. Dos meses después, marcó su primer gol internacional cuando Francia derrotó por 1-0 a Georgia en la clasificación para la Eurocopa 2008. Nasri ha representado a Francia en dos grandes campeonatos internacionales, la Eurocopa 2008 y la Eurocopa 2012.

## Trayectoria

### Inicios
Mientras se criaba en el suburbio de La Gavotte Peyret, Nasri comenzó a interesarse en el futbol a una edad temprana. Regularmente jugaba a este deporte en las calles, en donde adquirió muchas de sus habilidades. Al darse cuenta de su enorme talento, sus padres los inscribieron en un club local de Marsella. Nasri permaneció un año jugando con el club en La Gavotte Peyret antes de unirse al Pennes Mirabeau en la cercana población de Mirabeau a la edad de 7 años. Mientras jugaba para el Pennes, Nasri fue descubierto por Freddy Assolen, un reclutador del Olympique de Marsella, quien había sido informado del talento del jugador por una recomendación. Luego de percatarse de las habilidades de Nasri en persona, Assolen reclutó al jugador para viajar con un grupo de jugadores jóvenes a Italia para participar en un torneo juvenil, en el cual se enfrentarían a las academias del AC Milan y de la Juventus de Turín. Nasri impresionó en ese torneo y un reclutador del Milan le dijo en modo de broma a Assolen que "él (Nasri) se queda aquí; tú lo vas a dejar". Luego de regresar a Francia, Los oficiales del Marsella organizaron una reunión con el padre del jugador y el grupo acordó permitirle a Nasri unirse a la academia del club a la edad de 9 años.

### Olympique de Marsella
Al unirse a la academia del Marsella, Nasri impresionó de manera rápida. Nasri se fue a una bastida, lugar en donde residían los jugadores jóvenes del club y en donde su estilo comenzó a tomar forma. En 2007, Nasri admitió que irse a la bastida realmente le ayudó en su juego. "Ahí fue en donde realmente comencé a progresar. Los entrenamientos eran diferentes y el lugar era bello; todo eso te ayuda a trabajar bien". Como resultado de su rápido progreso, Nasri fue parte integral de cada equipo juvenil en el que jugó, ganando numerosos trofeos, tales como el Campeonato de Provenza, la Copa de Provenza y la Liga del Mediterráneo. Luego de pasar la mayor parte de la temporada 2003-04 jugando para el equipo sub-18 del club, Nasri, quien ahora tenía 16 años de edad, fue promovido al equipo de reservas del Marsella, jugando el Campeonato Amateur de Francia, la cuarta división dentro de la organización de la liga francesa de fútbol. Al principio, jugó como sustituto en algunos encuentros durante la campaña, aunque el equipo de reservas no pudo reponerse del mal comienzo de temporada que tuvieron, finalizando en la 16.ª posición y descendiendo al Campeonato Amateur de Francia 2.

#### Temporada 2004-05
Antes de la temporada 2004-05, varios clubes mostraron su interés en contratar a Nasri, en particular clubes ingleses como el Chelsea FC, el Arsenal FC, el Liverpool FC y el Newcastle United. En un esfuerzo por disminuir las especulaciones, los oficiales del Marsella, liderados por Pape Diouf y el entrenador José Anigo, le ofrecieron a Nasri un contrato profesional de 3 años. El 13 de agosto de 2004 acordó firmar el contrato. Los oficiales del Marsella estaban ansiosos en hacer que Nasri firmara el contrato para que no se suscitase lo sucedido con Mathieu Flamini, cuando el jugador se fue del club sin que el Marsella recibiera una compensación. Gracias a que firmó el contrato profesional, Nasri fue promovido al primer equipo por Anigo y se le asignó el dorsal #22. Comenzó la temporada jugando para el equipo de reservas y participó en cuatro partidos antes de ser llamado al primer equipo en septiembre de 2004. Nasri hizo su debut el 12 de septiembre en la derrota en la liga por 2-0 contra el Sochaux, sustituyendo a Bruno Cheyrou. El 17 de octubre, hizo su debut como titular y jugó todo el partido en el empate a 1-1 contra el Saint-Étienne. Nasri se convirtió en un jugador habitual del equipo bajo las órdenes de Anigo y después bajo las órdenes de Philippe Troussier. En el primer partido del equipo después del receso de invierno, marcó su primer gol como profesional en la victoria por 2-1 como visitantes sobre el Lille. Nasri finalizó su temporada debut con un total de 25 apariciones, un gol y dos asistencias.

#### Temporada 2005-06

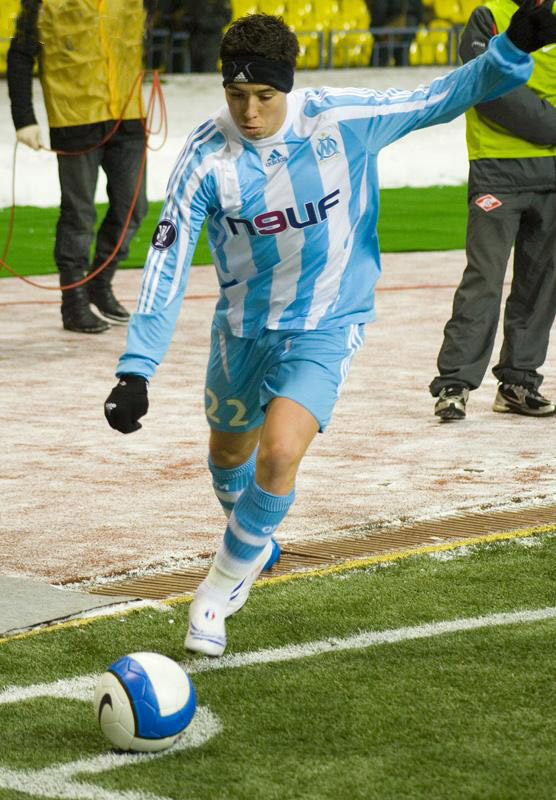
Nasri cobrando un tiro de esquina para el Marsella.

La temporada 2005-06 vio al Marsella reforzar su ataque con la llegada de jugadores como Franck Ribéry y Djibril Cissé. Nasri, quien ahora tenía un rol más ofensivo y bajo las órdenes del nuevo entrenador Jean Fernandez, formó una impresionante alianza con los futbolistas anteriormente mencionados, así como también con el delantero Mamadou Niang. Participó en 49 partidos en total, los cuales incluyeron encuentros en la Copa de la UEFA y en la Copa Intertoto. Nasri hizo su debut en competiciones europeas el 16 de julio de 2005 durante la tercera ronda de la Copa Intertoto frente al club suizo Young Boys. El Marsella ganó el partido de ida por 3-2. En el partido de vuelta, Nasri marcó su primer gol en competiciones europeas y ayudó a su equipo a llevarse la victoria por 2-1. El Marsella terminó ganando la competición luego de derrotar al club español del Deportivo La Coruña por un marcador global de 5-3. En la liga, Nasri jugó un total de 30 partidos, de los cuales 25 fueron como titular. Marcó su único gol en la liga el 29 de abril de 2007 en la victoria por 4-2 sobre el Sochaux. En la Copa de Francia, Nasri disputó 5 encuentros, ayudando al Marsella a alcanzar la final de la competición, en donde se enfrentaron a sus antiguos rivales del Paris Saint-Germain. Nasri entró como sustituto en el partido, aunque el Marsella fue derrotado por 2-1. Al finalizar la temporada, Nasri firmó una extensión de contrato por 2 años, el cual lo mantendría en el club hasta 2009.

#### Temporada 2006-07
Nasri comenzó la temporada 2006-07 jugando bajo las órdenes del nuevo entrenador, Albert Emon, su cuarto entrenador en tres años. A pesar de esto, la incrementada popularidad del Marsella provocó especulaciones de la prensa y de sus aficionados acerca de que el club finalmente ganaría su primer título de liga desde la temporada 1991-92. Nasri inició en buena forma, marcando el segundo gol en la victoria del equipo por 3-1 sobre el Paris Saint-Germain en septiembre de 2006. El 29 de abril de 2007, Nasri marcó un gol en la aplastante victoria del Marsella por 4-1 ante el Sochaux. Se enfrentarían al mismo club en la final de la Copa de Francia en 2007 sólo días después, en donde eran los favoritos para llevarse el trofeo debido a la victoria en el encuentro anterior. Sin embargo, el Sochaux se recuperó de dicha derrota al vencer al Marsella por 5-4 en penales luego de que el encuentro finalizara en un empate a 2-2 después del tiempo extra. En el último partido de la temporada, Nasri convirtió el único gol en la victoria por 1-0 contra el Sedan. La victoria aseguró el segundo lugar de la tabla para el equipo, su mejor posición desde la temporada 1998-99 cuando terminaron como subcampeones por detrás del Burdeos. Nasri finalizó la temporada con 50 apariciones en total, de las cuales 37 fueron en la liga. Por su desempeño, fue elegido como el Mejor Jugador Joven del Año por la Unión Nacional de Futbolistas Profesionales y fue incluido en el Equipo del Año de la Ligue 1. Nasri también fue elegido como el Mejor Jugador del Club por los aficionados, recibiendo el 62% de los votos y superando a jugadores como Ribéry y Niang.

#### Temporada 2007-08

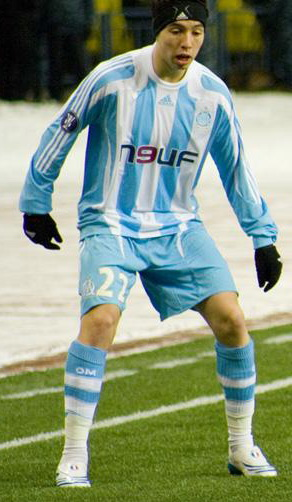
Nasri jugando para el Marsella en 2008.

Similar a las tres temporadas previas, Nasri comenzó la temporada bajo las órdenes de un nuevo entrenador, el belga Eric Gerets. Debido a la salida de Ribéry, quien se fue al Bayern de Múnich, Gerets eligió a Nasri como la pieza central del ataque del equipo, con éste respondiendo a dicha decisión al tener su mejor temporada con el club. Participó en un total de 42 partidos, marcando 6 goles y acumulando 15 asistencias, su nueva marca personal. Nasri formó alianzas en el mediocampo con Mathieu Valbuena, Lorik Cana y Benoît Cheyrou, convirtiendo al Marsella en la tercera mejor ofensiva de la liga, solo por detrás del Olympique Lyonnais y del Burdeos, los cuales terminaron en el primer y segundo lugar en la liga, respectivamente. Al principio, Nasri tuvo problemas al inicio de la campaña debido a un tobillo gravemente torcido durante la pretemporada. No pudo marcar un gol o proveer de una asistencia en los primeros ocho encuentros de liga. El 24 de noviembre de 2007 asistió los dos goles en la victoria contra el Metz por 2-0. Nasri llegó al receso de invierno al asistir el gol que empató el encuentro a dos goles frente al Burdeos y al asistir el gol que les dio la victoria frente al Le Mans.
Luego de dicho receso, comenzó la racha goleadora de Nasri. A finales de enero, marcó en encuentros consecutivos contra el Nancy y el Caen. En competiciones europeas, Nasri participó en la Liga de Campeones por primera vez en su carrera, aunque no logró hacer un impacto en los cuatro encuentros de la fase de grupos en los que jugó. Se perdió la victoria por 1-0 sobre el Liverpool en Anfield debido a que se encontraba enfermo de meningitis. Al final, el Marsella terminó en el tercer lugar del grupo, logrando clasificar a los dieciseisavos de final de la Copa de la UEFA. Fueron eliminados en los octavos de final por el club ruso del Zenit San Petersburgo a pesar de haber llegado al partido de vuelta con una ventaja de 3-1 en el marcador global. De esos tres goles, Nasri asistió dos. El 16 de marzo de 2008 marcó un gol en el empate a 3 goles frente al Lens. Un mes después, marcó el gol que les dio la victoria por 2-1 sobre el Metz. En su último partido con el Marsella frente al Estrasburgo, Nasri marcó un gol y asistió en otro, ayudando a su equipo a llevarse la victoria por 4-3. Marsella finalizó la campaña en la tercera posición, lo cual resultó en el club clasificando a la Liga de Campeones por segunda ocasión consecutiva. El 8 de mayo de 2008, con varias especulaciones acerca de su futuro, sorprendió a todo el mundo firmando una extensión de contrato por 3 años con el Marsella, el cual lo mantendría en el club hasta 2012.

### Arsenal

#### Temporada 2008-09
Una semana después, a pesar de haber firmado una extensión de contrato con el Marsella, Nasri fue vinculado con una transferencia al Arsenal FC, club de la Premier League de Inglaterra. El entrenador del Arsenal, Arsène Wenger, había estado siguiendo a Nasri luego de haberlo visto jugar en el Campeonato Europeo Sub-17 de 2004. Se reveló después que el contrato que había firmado Nasri con el Marsella fue una táctica para que el Marsella pudiera obtener más dinero por la venta del jugador. El club de Bocas del Ródano quería 14 millones de libras esterlinas por el centrocampista. Antes de la Eurocopa 2008, Los agentes de Nasri y de Wenger admitieron que las ofertas por el jugador ya habían sido hechas y que su traspaso al club inglés era inminente. El acuerdo fue concluido el 11 de julio de 2008, con Nasri firmando un contrato de 4 años. El monto de la transferencia no fue revelado, pero se cree que fue de alrededor de 12 millones de libras. Al llegar al club, Nasri admitió que Wenger fue una de las razones por las que decidió unirse al Arsenal: "El hecho de que Arsène Wenger les de grandes oportunidades a los jóvenes es algo muy importante para mí. Arsène tiene una gran reputación y es uno de los mejores entrenadores del mundo".

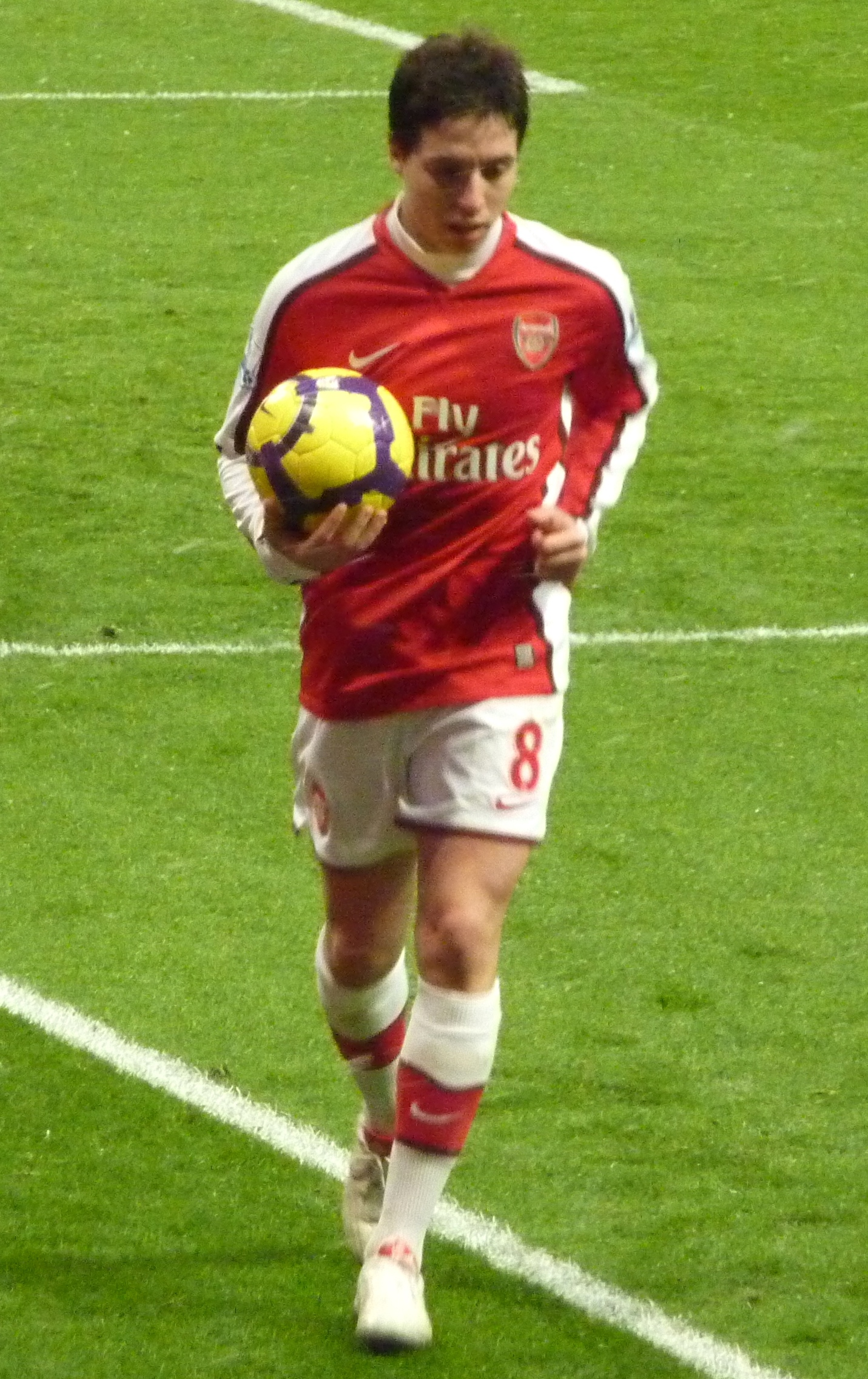
Nasri cobrando un tiro de esquina para el Arsenal.

Nasri recibió el dorsal #8 e hizo su debut con el club el 30 de julio de 2008 en un encuentro amistoso contra el VfB Stuttgart de Alemania, en donde su club se llevaría la victoria por 3-1. Hizo su debut en la Premier League el 16 de agosto de 2008 en el primer partido de la temporada contra el West Bromwich Albion. En ese partido, Nasri marcó su primer gol en la liga con un disparo a corta distancia, el cual fue a los cuatro minutos de juego y el cual ayudó a su equipo a llevarse la victoria por 1-0. Como resultado del gol en su debut, Nasri se convirtió en el 83.er futbolista en la historia de la Premier League que ha marcado en su debut y en el 22.º en la historia del Arsenal. El 27 de agosto marcó su segundo gol para el club en el partido de vuelta de la tercera ronda clasificatoria de la Liga de Campeones frente al club neerlandés del FC Twente. Arsenal ganó ese encuentro por 4-0 y el global por 6-0. Luego de tener problemas con lesiones durante gran parte del mes de septiembre, Nasri recuperó su forma en octubre marcando el tercer gol en la victoria por 3-1 sobre el Everton FC. El 8 de noviembre, Nasri marcó ambos goles del Arsenal en la victoria por 2-1 sobre el Manchester United.
Luego de su actuación ante el Manchester United, Nasri tuvo problemas para hacer un impacto en el equipo, perdiéndose la oportunidad de marcar un gol o de proveer una asistencia en los siguientes cuatro partidos del equipo. El 21 de diciembre, asistió el gol de Robin van Persie que abría el marcador en el encuentro contra el Liverpool, aunque el partido terminaría empatado a un gol. Ya en el año 2009, Nasri regresaría a su forma goleadora. El 17 de enero marcó el segundo gol del club en la victoria por 3-1 frente al Hull City en el KC Stadium. Le tomaría a Nasri cerca de dos meses para volver a marcar un gol, el cual llegó en la victoria como visitantes por 3-1 contra el Newcastle United. Terminó su primera campaña con el Srsenal habiendo disputado 44 partidos, marcando 7 goles y dando 5 asistencias.

#### Temporada 2009-10
El 21 de julio de 2009, mientras participaba en un partido de entrenamiento durante la pretemporada del Arsenal en Bad Waltersdorf, Austria, Nasri se fracturó una pierna. La lesión requería de dos a tres meses de reposo y, como resultado de dicha lesión, Nasri se perdería el inicio de la temporada 2009-10. Hizo su regreso el 25 de octubre de 2009, en un encuentro de Copa de la Liga contra el Liverpool. Nasri jugó el partido completo y su equipo ganó por 2-1. El 4 de noviembre marcó su primer gol de la temporada en un partido de la fase de grupos de la Liga de Campeones contra el AZ Alkmaar de los Países Bajos. Tres semanas después, Nasri convirtió otro en la Liga de Campeones, ahora contra el club belga del Standard Lieja, llevándose la victoria por 2-0. Nasri participó regularmente con el equipo durante invierno y finalizó el año 2009 al marcar un gol y proveer una asistencia en la victoria por 4-1 sobre el Portsmouth FC en Fratton Park.

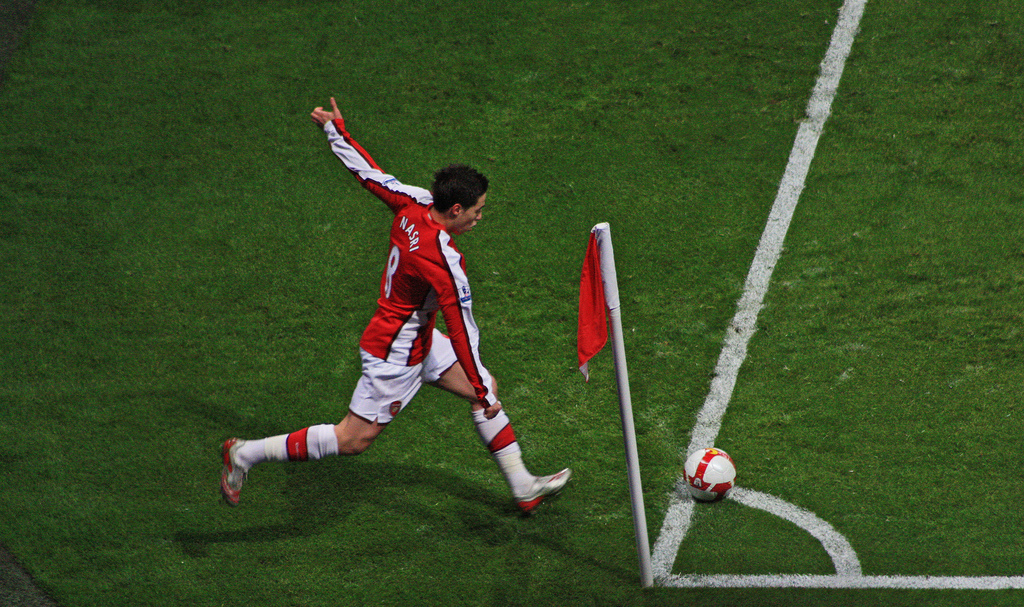
Nasri cobrando un tiro de esquina para el Arsenal.

Después de casi dos meses sin marcar un gol, Nasri marcó el regreso de su forma goleadora al marcar un impresionante gol en la victoria por 5-0 sobre el club portugués del FC Oporto en los octavos de final de la Liga de Campeones. El gol, descrito por el columnista del periódico The Guardian, David Lacey, como "una reminiscencia de un arte perdido en el fútbol británico", exhibía el drible de Nasri, así como su técnica individual. Después de recibir un pase del centrocampista Abou Diaby en la banda derecha, Nasri utilizó su dribleo para superar a tres defensores del Oporto en un espacio reducido para luego sacar un disparo que pasó entre las piernas del guardameta contrario. El gol de Nasri fue después comparado por la prensa con otros goles similares que han ocurrido en el fútbol inglés. Tres semanas después, luego de entrar de cambio en el segundo tiempo, Nasri marcó el gol que abrió el marcador contra el Birmingham City. El Birmingham empataría más tarde el partido gracias a un gol de Kevin Phillips. El empate terminó con una racha de siete victorias consecutivas para el Arsenal. Wenger admitió más tarde que el empate "fue un gran tropiezo en nuestro objetivo (de ganar la liga)". En los últimos siete partidos del equipo, Nasri no pudo proveer de más goles al equipo, pero sí pudo proveer de asistencias, primero en la derrota por 3-2 contra el Wigan Athletic y luego en una victoria en casa por 4-0 contra el Fulham FC. Arsenal terminó la campaña en la tercera posición de la tabla. Nasri terminó su segunda temporada con el Arsenal acumulando 34 encuentros disputados y marcando 5 goles, así como la misma cantidad de asistencias que en la temporada pasada.

#### Temporada 2010-11

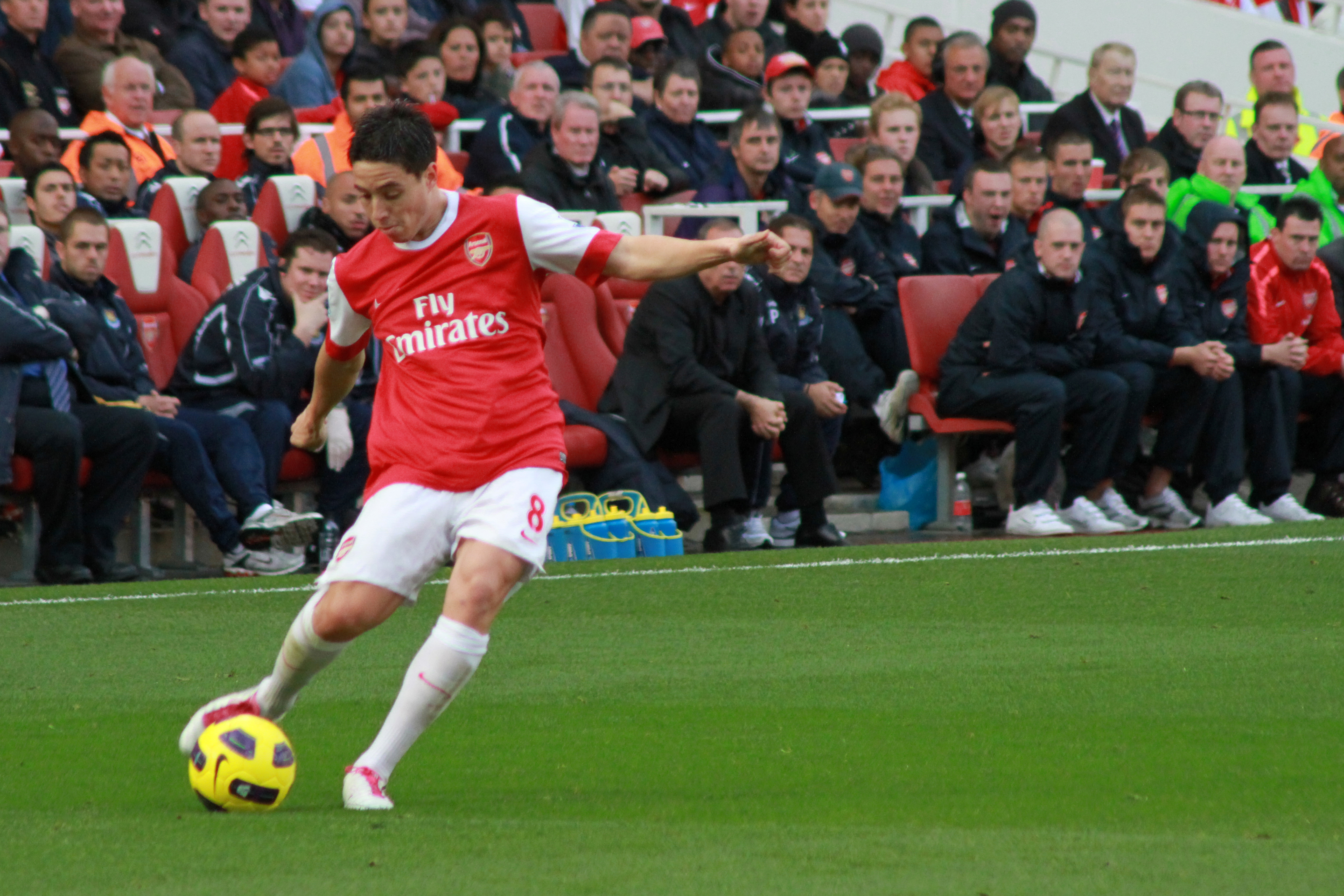
Nasri durante la temporada 2010-11.

Antes de la temporada 2010-11, Nasri había dicho que estaba determinado a recuperar su mejor forma que le había valido su fichaje al Arsenal dos años antes. También dijo que no le afectó el hecho de no haber sido llamado a la selección francesa para disputar la Copa Mundial de 2010: "Cuando descubrí que no era parte del equipo para la Copa Mundial, sentí una fuerte bofetada en la cara". Después de hablar con Wenger, quien le dijo que debería ver el hecho de no haber sido convocado como una motivación, Nasri se sintió tranquilo y alentado. Nasri comenzó la campaña de buena manera. Fue incluido en la alineación titular que se enfrentó al Liverpool en el primer partido de la temporada el 15 de agosto de 2010. Nasri jugó todo el partido, el cual terminó en un empate a 1-1. Luego del encuentro, el Arsenal confirmó que Nasri había sufrido una lesión que la rodilla que lo tendría fuera de las canchas por un mes. Sin embargo, el jugador se recuperó después de tres partidos, ayudando al Arsenal a derrotar al equipo portugués del Sporting Braga por 6-0 en la Liga de Campeones en su regreso. El 21 de septiembre, Nasri marcó un doblete en la victoria por 4-1 en tiempo extra sobre sus rivales del Tottenham Hotspur en el derbi del norte de Londres. Ambos goles fueron marcados desde el punto penal. Cuatro días después, Nasri marcó otro doblete en la derrota en casa por 3-2 contra el West Brom.

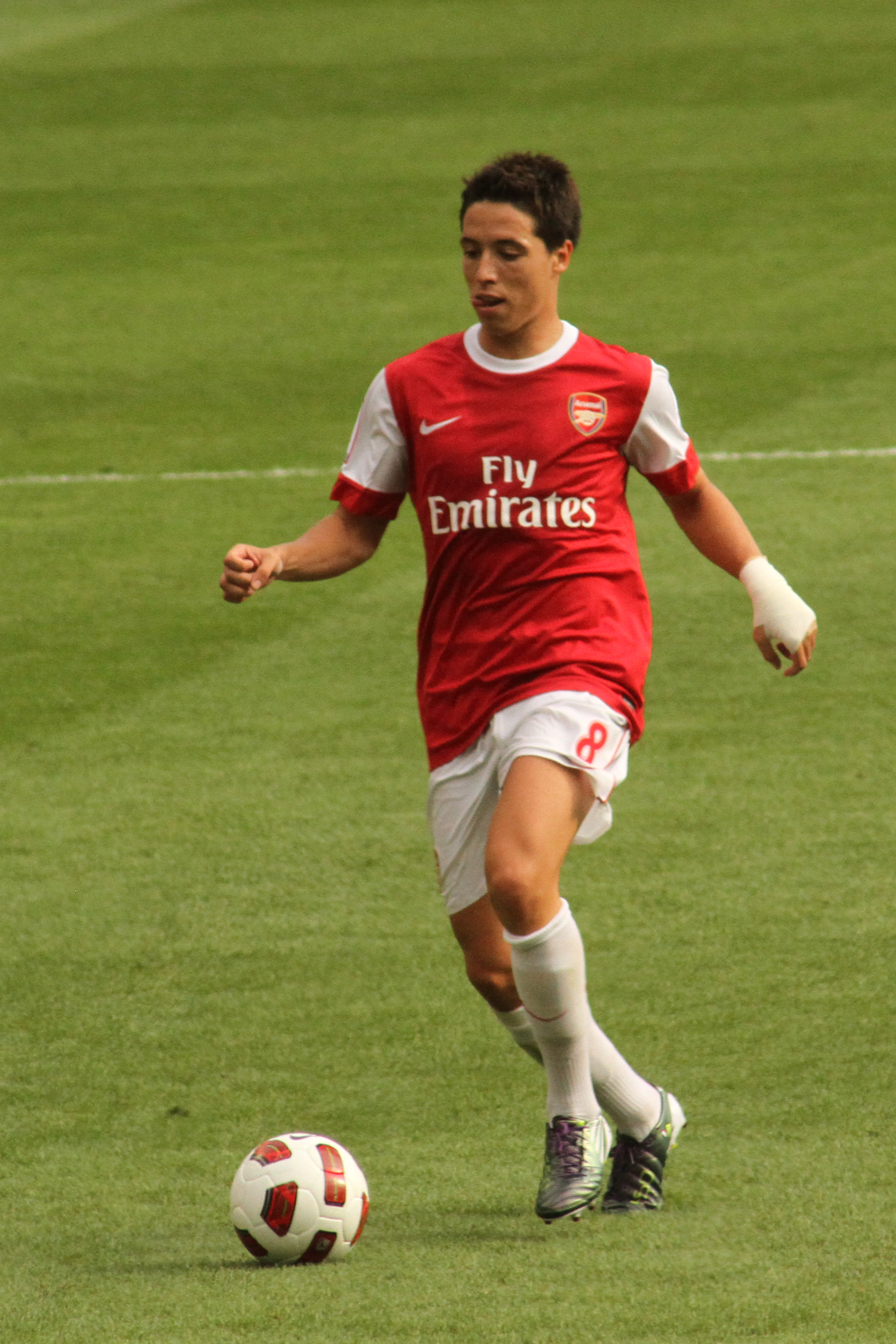
Nasri jugando para el Arsenal en 2010.

Nasri continuó con buenas actuaciones mientras la temporada avanzaba. En el partido de la fase de grupos de la Liga de Campeones contra el Partizan Belgrado de Serbia, asistió el gol de Sébastien Squillaci en la victoria del equipo por 3-1. En octubre de 2010 entró en una racha goleadora, marcando goles en tres partidos consecutivos. Comenzó su racha al convertir un penal en la victoria por 2-1 frente al Birmingham City. En el siguiente encuentro ante el Shakhtar Donetsk de Ucrania, Nasrí marcó una volea de pierna izquierda en la victoria por 5-1. También asistió en otro de los goles. Cinco días después contra el Manchester City, marcó el primer gol y asistió en el tercero, derrotándolos por 3-0. Gracias a sus actuaciones durante el mes de octubre, Nasri fue elegido por los aficionados como el Jugador del Mes, siendo premiado por la PFA. En noviembre, Nasri estuvo nuevamente en el marcador, anotando el primer gol en la derrota por 3-2 como visitantes frente al Tottenham. Una semana después, anotó una volea en la victoria por 4-2 sobre el Aston Villa.
El 4 de diciembre marcó dos goles contra al Fulham para darle la victoria al Arsenal por 2-1. La victoria puso al Arsenal en la primera posición de la tabla. Los dos goles de Nasri fueron su séptimo y su octavo en la liga y su décimo y undécimo en total. Cuatro días después, Nasri marcó un gol en la victoria tan importante del Arsenal sobre el Partizan en la fase de grupos de la Liga de Campeones. Arsenal ganó el partido por 3-1. El 13 de diciembre, y gracias a sus actuaciones durante el año 2010, Nasri fue elegido como el Futbolista Francés del Año por la revista France Football, ganándole a Florent Malouda del Chelsea FC y a Hugo Lloris del Lyon. Fue el primer futbolista del Arsenal en conseguir dicho galardón desde que Thierry Henry lo ganara en 2006. Nasri también fue premiado en la liga, ganando el premio al Jugador del Mes por la PFA por segunda vez, así como también el premio al Jugador del Mes en el Arsenal. Nasri volvió a conseguir el premio de la PFA en enero de 2011, obteniendo el galardón de manera consecutiva.
Nasri marcó su 13.er gol de la campaña en la victoria por 3-0 sobre el Birmingham City en el primer día del año nuevo. En la FA Cup, Nasri marcó su primer gol en la competición en la victoria por 3-1 sobre el Leeds United en la tercera ronda. El 30 de enero de 2011 fue forzado a abandonar el terreno de juego durante el partido de la cuarta ronda de FA Cup frente al Huddersfield Town debido a una lesión en el muslo. Nasri se perdió dos semanas y pudo regresar para disputar los octavos de final de la Liga de Campeones contra el FC Barcelona. En el partido de ida, Nasri asistió el gol ganador, marcado por Andréi Arshavin. Arsenal ganó ese partido por 2-1, pero perdió en el marcador global por 4-3 luego de sufrir una derrota por 3-1 en el encuentro de vuelta disputado en el Camp Nou. El 8 de abril fue nominado al premio al Jugador del Año y al premio al Jugador Joven del Año, ambos otorgados por la PFA. Sin embargo, no pudo obtener ninguno, ya que fue derrotado por el centrocampista del Tottenham Gareth Bale y por su compañero del Arsenal Jack Wilshere, respectivamente, aunque recibió el premio de consolación al ser incluido en el Equipo del Año.

### Manchester City

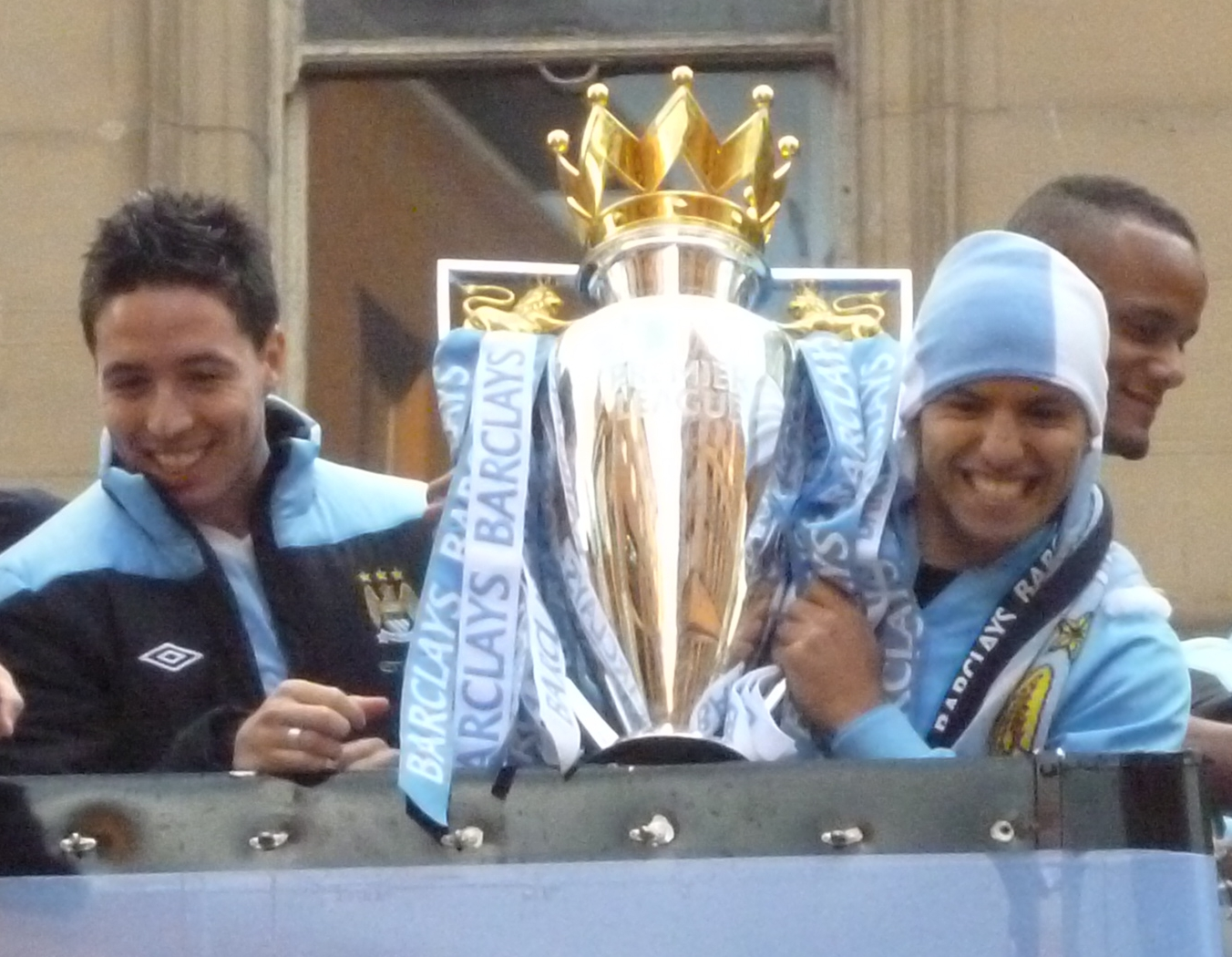
Nasri (izquierda) y Sergio Agüero celebrando la obtención del título de liga en la temporada 2011-12.

El 24 de agosto de 2011 se confirmó que Nasri se había unido al Manchester City. El precio de la transferencia fue de 30 millones de euros y Nasri firmó un contrato de 4 años con el club.

#### Temporada 2011/12
Nasri hizo su debut con el club el 28 de agosto en un encuentro de liga frente al Tottenham Hotspur. En ese partido, asistió tres goles en la victoria del Manchester City por 5-1. En el siguiente encuentro del equipo luego del receso internacional de septiembre, Nasri asistió uno de los tres goles de Sergio Agüero en la victoria por 3-0 sobre el Wigan Athletic. El 1 de octubre anotó su primer gol para el club, marcando el tercer gol en la victoria por 4-0 frente al mismo equipo. Nasri también asistió dos goles en ese partido. Luego de casi dos meses sin macar un gol en la liga, el 3 de diciembre, Nasri marcó su segundo gol para el City, convirtiendo un tiro libre en la victoria por 5-1 contra el Norwich City. El siguiente mes, Nasri anotó su tercer gol para el club en la victoria por 3-2 sobre el Tottenham. El 21 de marzo de 2012, anotó el gol ganador cuando derrotaron por 2-1 al Chelsea FC. El 22 de abril, marcó en la victoria por 2-0 frente al Wolverhampton Wanderers. El 13 de mayo de 2012 obtuvo el título de Premier League cuando el City logró derrotar al Queens Park Rangers por 3-2 en tiempo de descuento.

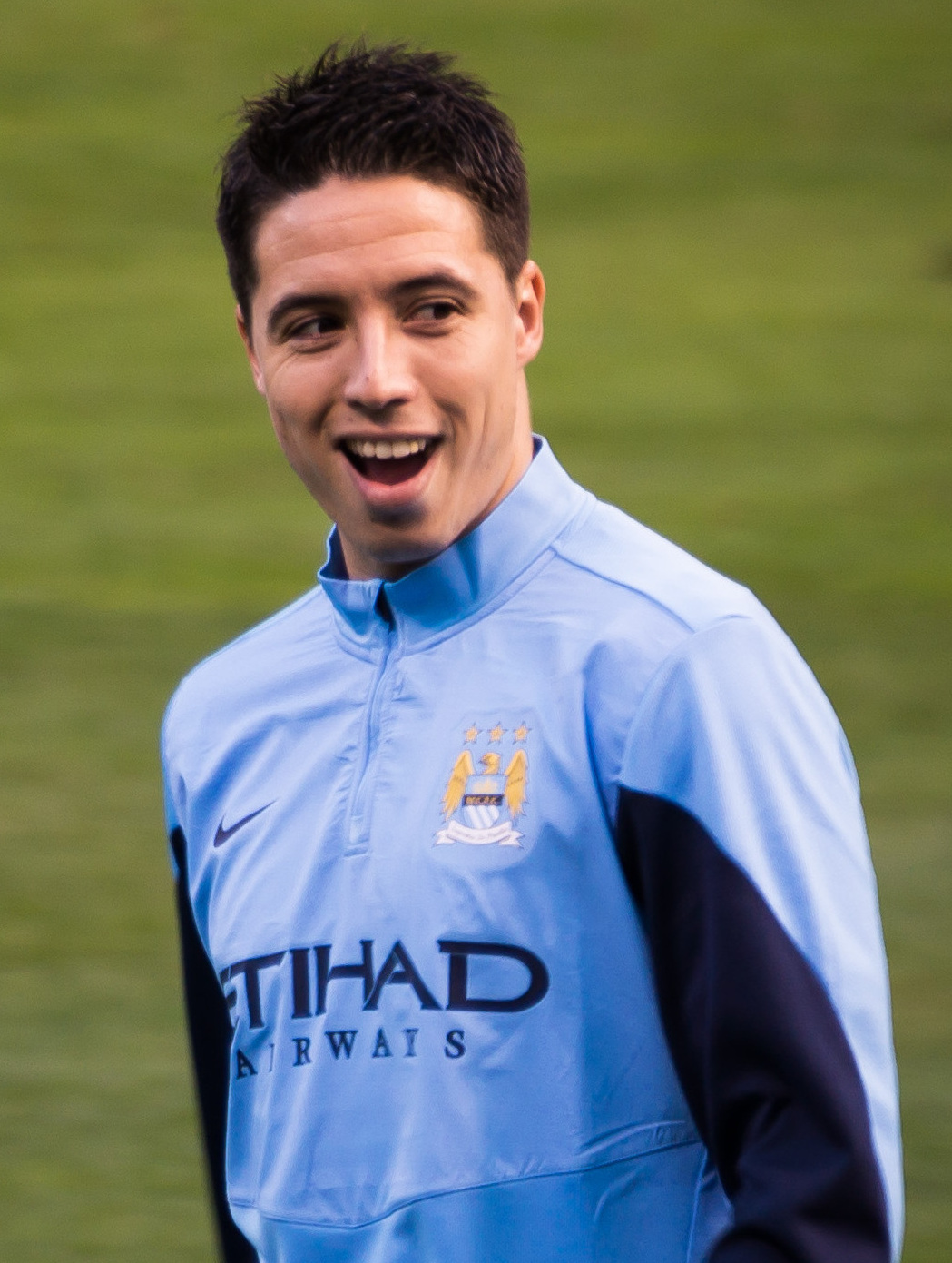
Samir Nasri durante un encuentro amistoso de postemporada entre el Chelsea FC y el Manchester City en el Busch Stadium de Miami en 2013.

#### Temporada 2012-13
Al comienzo de la temporada 2012-13, Nasri cambió su dorsal #19 por el dorsal #8. El 12 de agosto anotó un gol y asistió otro en la Community Shield, cuando el City derrotó por 3-2 al Chelsea FC, campeones de la FA Cup y de la Liga de Campeones en la temporada anterior. Una semana después, en el primer juego de liga contra el recién ascendido Southampton FC, Nasri volvió a marcar un gol y a asistir en otro en la victoria del City por 3-2. Después, marcó frente al Ajax de Ámsterdam en la derrota por 3-1 en la Liga de Campeones. En diciembre de 2012 fue criticado por no bloquear el gol de Robin van Persie durante el derbi de Mánchester.
En enero de 2013 fue insultado por aficionados del Arsenal cuando caminaba junto a Marouane Chamakh hacia el Emirates Stadium. Varios aficionados del Arsenal insultaron a Nasri y a Chamakh con groserías y gestos agresivos, sobre todo dirigidos hacia Nasri. Las cosas casi empeoraban cuando un aficionado se acercó al jugador, aunque no pasó a mayores gracias a que Chamakh intervino.
En marzo de 2013, luego de un gran partido en la victoria por 4-0 sobre el Newcastle United, el entrenador del Manchester City Roberto Mancini dijo: "Me gustaría golpearlo, porque un jugador como él debería jugar así siempre. No entiendo por qué a veces un futbolista de su calidad no juega así en cada partido". El 14 de abril marcó el primer gol cuando el City derrotó por 2-1 al Chelsea FC en la FA Cup.

#### Temporada 2013-14
Nasri marcó su primer gol en la temporada 2013-14 cuando el City derrotó al Manchester United por 4-1. El 1 de diciembre, Nasri marcó un doblete en la victoria por 3-0 sobre el Swansea City.
El 2 de marzo de 2014 anotó el segundo gol del Manchester City en la victoria contra el Sunderland AFC por 3-1 en la final de la Copa de la Liga.

#### Temporada 2014-15

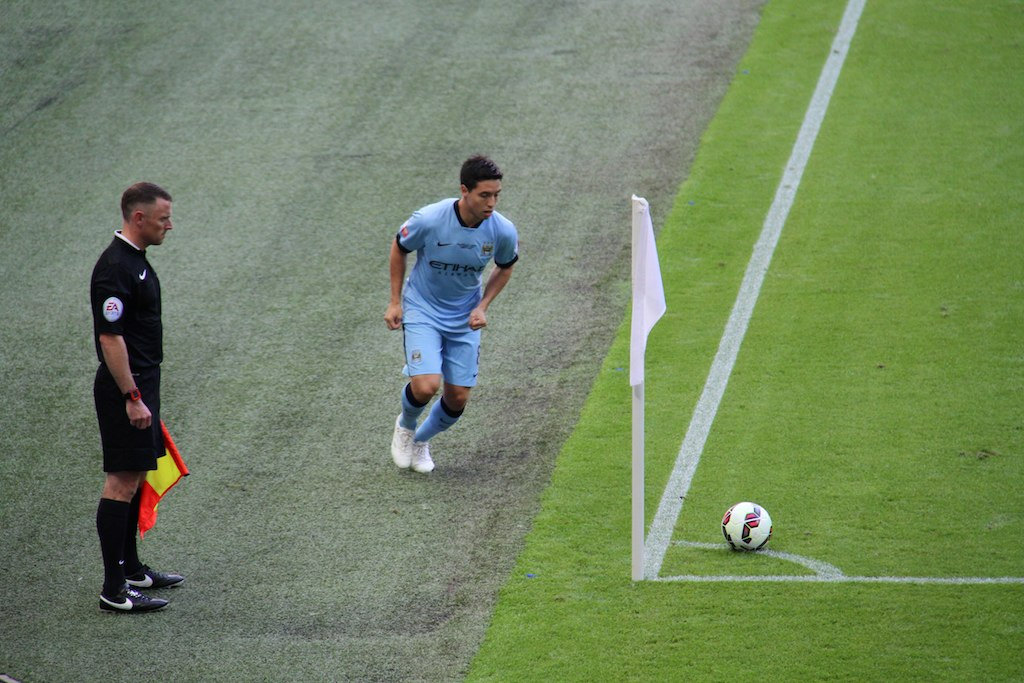
Nasri cobra un tiro de esquina durante la Community Shield 2014 contra el Arsenal.

El 10 de julio de 2014 firmó un nuevo contrato de cinco años con el Manchester City, que lo mantendrá en el club hasta 2019.

#### Temporada 2015-16
El 22 de noviembre de 2015 Manuel Pellegrini confirmó que Nasri se perdería 4-5 meses de acción debido a una lesión del tendón sufrida en la formación antes de un partido. El 10 de abril de 2016, durante su primer partido de vuelta de la lesión, anotó el gol de triunfo del partido contra el West Bromwich Albion donde el Manchester City ganaría el partido 2 a 1.

### Sevilla F. C.
El equipo del Sevilla F. C. anunció que el jugador francés vendría cedido con opción de compra de 19 millones de euros que no ejerció. Su debut sería el 10 de septiembre en la victoria 2 a 1 sobre la U. D. Las Palmas en la Primera División de España. Su primer gol lo anotaría el 24 de septiembre en la derrota 3-1 como visitantes frente al Athletic Club. El 18 de octubre le daría la victoria al club sevillano por la mínima como visitantes en la Liga de Campeones de la UEFA frente al Dinamo Zagreb.

### Antalyaspor Kulübü
El 20 de agosto de 2017 se unió al Antalyaspor.

### West Ham United
El 1 de enero de 2019 se unió al West Ham United, teniendo contrato por lo que resta de la temporada, luego de la suspensión por dopaje que tuvo un año atrás.

### Anderlecht
El 5 de julio de 2019 se hizo oficial su fichaje por el R. S. C. Anderlecht tras finalizar contrato con los hammers. Abandonó el equipo después de una temporada.

### Retiro
Tras estar un año y dos meses sin equipo, el 26 de septiembre de 2021 anunció su retiro, poniendo punto final a su carrera profesional.

## Selección nacional

### Categorías inferiores
Nasri ha sido llamado a la selección francesa en todas las categorías para las cuales ha sido elegible. Nasri es miembro del grupo conocido como la Generación 1987, de gran talento internacional con jugadores de la talla de Karim Benzema, Hatem Ben Arfa y Jérémy Ménez, así como el mismo Nasri. Con la selección sub-16, Nasri acumuló 16 apariciones, marcando 8 goles. De los cuatro jugadores anteriormente mencionados, Nasri fue el primero en convertirse en titular habitual bajo las órdenes del entrenador François Blaquart e hizo su debut con el equipo en un partido contra España al inicio de la campaña. Francia ganó ese partido por 3-0. Nasri marcó su primer gol con el equipo el 29 de octubre en el primer juego de la pase de grupos contra Suecia en el Tournio du Val-de-Marne. El 11 de diciembre marcó el primer gol en una aplastante victoria por 6-1 sobre Grecia. En la Copa Aegean de 2003 celebrada en Turquía, marcó dos goles en cuatro partidos, ayudando a Francia a terminar en el tercer lugar. Nasri marcó en el segundo partido del equipo en la fase de grupos frente a Israel, derrotando a dicha selección por 3-1. En el siguiente encuentro, anotó un gol en la victoria por 5-0 frente a Ucrania. En el encuentro por el tercer lugar contra Bélgica, Nasri asistió en el gol marcado por Ben Arfa. En el Torneo de Montaigú, Nasri marcó su único gol en la victoria del equipo por 8-0 sobre Gabón en el primer partido de la fase de grupos. Francia finalizó su participación en el torneo como subcampeones, al haber sido derrotados 5-1 por Italia en la final.
En la selección sub-17, a Nasri, Ben Arfa y Menez se les unió después Benzema con el objetivo de conseguir el Campeonato Europeo Sub-17 de 2004 en propio suelo. Hizo su debut con el equipo en el primer partido de la temporada contra Suecia, marcando un gol en la victoria por 5-2. En la segunda participación del equipo en el Tournio du Val-de-Marne, marcó su único gol de la competición contra Estados Unidos en la victoria por 2-0. Francia resultó campeón del torneo sin haber encajado un solo gol. Ya en el Campeonato Europeo Sub-17, ayudó al equipo al marcar el gol que empata el partido frente a Portugal durante las semifinales de la competición. Francia lograría obtener la victoria por 3-1, asegurando así su lugar en la final. En el encuentro de la final, en donde Francia se enfrentó a España, Nasri marcó el gol ganador justo a un minuto de que se acabara el partido, dándole a Francia su primer título en esta categoría. Con la sub-17 jugó un total de 16 partidos y marcó 6 goles. Debido a su creciente participación con el Olympique de Marsella, su participación con la selección Sub-18 sólo se limitó a 4 partidos.
El cuarteto de Nasri, Ben Arfa, Benzema y Menez se reunió nuevamente para competir en torneo internacionales, ahora con la sub-19. A esta camada se les unió Issiar Dia, Blaise Matuidi y Serge Gakpé con el objetivo de conseguir el Campeonato Europeo Sub-19 de 2006. El equipo inició la campaña con dos encuentros amistosos contra Noruega. En estos dos partidos, Nasri marcó dos goles, uno en la victoria por 4-0 y el otro en la victoria por 5-0. En la primera ronda de clasificación al torneo, Nasri asistió dos goles en la victoria del equipo por 3-1 contra Gales. En el siguiente partido del grupo contra San Marino, marcó el tercer gol en la victoria por 3-0. En el último partido del grupo contra Austria, Nasri anotó el primer gol y asistió el gol de Benzema en la victoria por 2-0. En la ronda final de clasificación, Nasri no marcó un solo gol. Sin embargo y a pesar de no haber sido derrotados en una sola ocasión, Francia fue eliminada al ser superada en puntos por Escocia.

### Sub-21
Nasri recibió su primera llamada a la selección sub-21 por el entrenador René Girard para disputar el primer partido del equipo en la Eurocopa Sub-21 de 2006 contra Bélgica. Nasri fue titular pero fue reemplazado al medio tiempo por Florent Sinama Pongolle. Nasri también participó en los encuentros de clasificación para el Eurocopa Sub-21 de 2007, jugando como sustituto en los dos partidos de la ronda de playoffs contra Israel, quienes sorpresivamente eliminaron a Francia por marcador global de 2-1. A pesar de seguir siendo elegible para representar a su selección a nivel sub-21, su participación en la derrota contra Israel en el partido de vuelta fue el último partido de Nasri con esta selección.

### Selección absoluta
El 15 de marzo de 2007 fue llamado a la selección absoluta por primera vez en su carrera, por el entrenador Raymond Domenech para el encuentro de clasificación a la Eurocopa 2008 frente a Lituania y para un encuentro amistoso frente a Austria. Nasri dijo que estaba "muy feliz y muy orgulloso" por haber sido llamado a la selección nacional, indicando que el llamado era aún más satisfactorio gracias a que era un importante partido de clasificación al campeonato europeo. Nasri estuvo en la banca en el partido contra Lituania y no pudo debutar con la selección. Nasri hizo su debut internacional el 28 de marzo contra Austria, con 19 años. Fue titular y participó en el único gol, que derivó de un tiro libre cobrado por él mismo y que terminó marcando Karim Benzema. Nasri regresó al equipo en junio para disputar algunos encuentros y, el 6 de junio, marcó su primer gol internacional en la victoria por 1-0 frente a Georgia en la clasificación a la Eurocopa. El 16 de noviembre anotó su segundo gol con la selección en un amistoso frente a Marruecos. Gracias a su desempeño en la liga y con la selección, Nasri fue incluido en la lista de 23 jugadores que disputarían la Eurocopa 2008. Nasri debutó en la competición el 9 de junio de 2008 en el primer juego del equipo contra Rumania, entrando como sustituto. No jugó en la derrota de Francia por 4-1 contra los Países Bajos pero participó en el último partido de la fase de grupos contra Italia. Nasri entró en el minuto diez, sustituyendo a un lesionado Franck Ribéry. Luego de que Éric Abidal fuese expulsado al minuto 24, Nasri fue sustituido para que el defensor Jean-Alain Boumsong tomara el lugar de Abidal en la alineación.
En noviembre de 2008 fue uno de los jugadores acusados de haber sido insolentes durante la participación del equipo en la Eurocopa. Dicha acusación vino de su compañero de equipo, William Gallas, quien planteó dicha problemática en su autobiografía. Aunque no mencionó nombres en su libro, Nasri fue identificado como el jugador en cuestión. Como un ejemplo de la actitud irrespetuosa de Nasri, Gallas citó un incidente en el que el jugador se había sentado en el lugar de Thierry Henry en el autobús del equipo y se rehusó a moverse. Dicho asiento, de acuerdo a Gallas, era un símbolo de la antigüedad del delantero. Esto llevó a un intercambio de palabras entre Nasri y Gallas durante una cesión de entrenamiento. En respuesta, Nasri minimizó el incidente, afirmando que Gallas estaba exagerando a un problema que no existía. En 2010, luego de no ser incluido en la plantilla que disputaría la Copa Mundial, Nasri se abrió acerca de la situación con Gallas, declarando que durante el último año del jugador en el Arsenal, Nasri era uno de los "cuatro o cinco" jugadores que no le hablaban al futbolista. El feudo culminó en noviembre de 2010, cuando Nasri declaró que no iba a estrechar la mano de Gallas durante el saludo previo al encuentro contra el Tottenham Hotspur, el nuevo equipo del defensor.

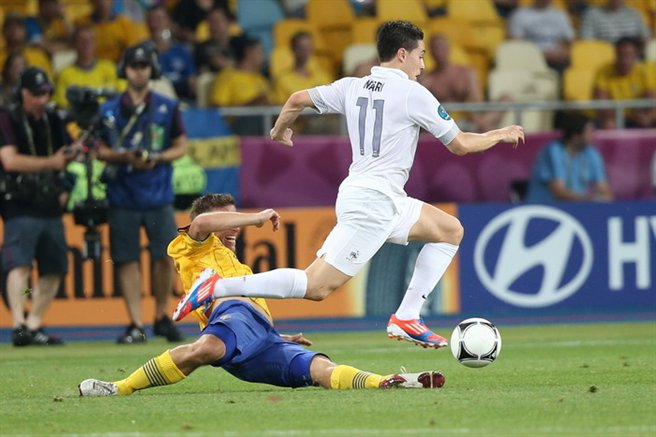
Nasri superando a un defensor de Suecia durante la Eurocopa 2012.

En la temporada 2008-09, Nasri participó en solamente tres partidos con el seleccionado nacional. Luego de jugar contra Lituania el 28 de marzo de 2009, el jugador no recibió ningún llamado a la selección casi un año y medio. Durante la temporada 2009-10, Nasri temía de sus probabilidades de estar en la Copa Mundial. Al final, no fue convocado al equipo, siendo excluido de la lista final de 23 futbolistas e incluso de la lista preliminar. Nasri admitió que sintió duro el no haber sido llamado a la selección: "El no ser parte de la lista de 23 jugadores fue difícil". El jugador también vio este hecho desde una perspectiva optimista: "Tal vez al final fue para mejor, y no solamente porque Francia tuvo un horrible mundial. Me ayudó como persona. Me dije a mi mismo que necesitaba trabajar más duro, para asegurarme que no me perdería el siguiente".
Nasri regresó a la selección nacional, la cual estaba ahora bajo las órdenes de Laurent Blanc, para un partido amistoso contra Noruega el 11 de agosto de 2010. Se perdió los llamados del mes de septiembre debido a una lesión, regresando al equipo en octubre para los partidos de clasificación a la Eurocopa 2012 contra Rumania y Luxemburgo. El 25 de marzo de 2011 capitaneó a la selección francesa por primera vez en la victoria por 2-0 sobre Luxemburgo, en donde asistió el primer gol anotado por Philippe Mexès. En el último partido de la clasificación contra Bosnia y Herzegovina, Nasri ejecutó un tiro penal, el cual empató el encuentro a 1-1. El punto obtenido del empate aseguró la clasificación de Francia a la Eurocopa 2012. El 29 de mayo de 2012 fue convocado al equipo que participaría en el campeonato. En el primer encuentro del grupo contra Inglaterra, marcó el gol que empató el partido a 1-1.

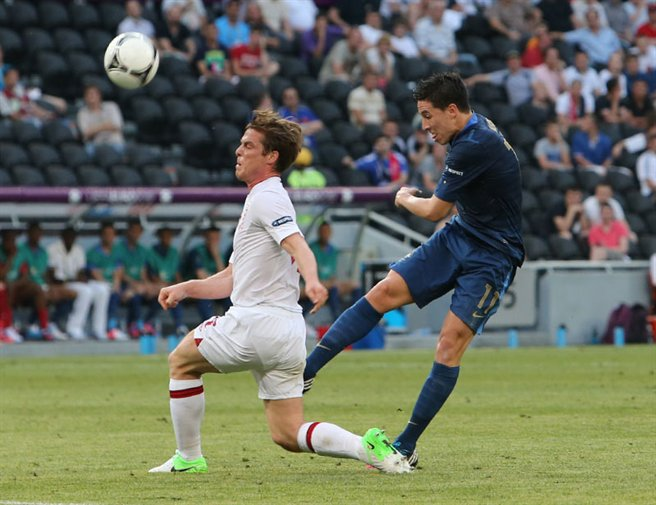
Nasri y Scott Parker en la Eurocopa 2012.

Luego de la eliminación de Francia de la Eurocopa a manos de España, Nasri estuvo presuntamente involucrado en una riña con un periodista francés. El reportero le preguntó su opinión acerca del partido, al cual Nasri respondió con un sorprendente arrebato malhablado. Debido a su mal comportamiento, Nasri recibió una suspensión de tres partidos internacionales. El 10 de agosto de 2014 anunció su retiro definitivo de la selección francesa debido a los problemas que generaba cada convocatoria en la selección, y el y su familia se veían amenazadas por los medios cada llamado a la selección. Además alegó que el no renunciaba por el entrenador Didier Deschamps, sino por las cuestiones mencionadas anteriormente. Samir no fue tenido en cuenta para la Copa Mundial de Fútbol de 2010, ni para la Copa Mundial de Fútbol de 2014.

### Participaciones en Eurocopas
| Eurocopa      | Sede                | Resultado        |
| ------------- | ------------------- | ---------------- |
| Eurocopa 2008 | Austria y · Suiza   | Primera fase     |
| Eurocopa 2012 | Polonia y · Ucrania | Cuartos de final |

## Estilo de juego

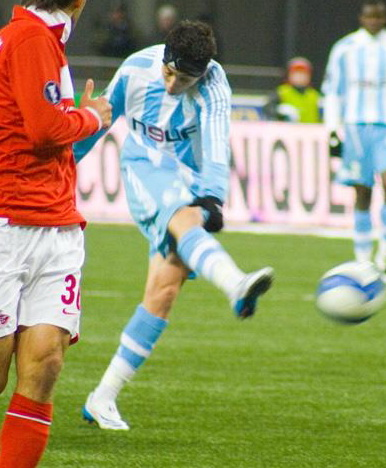
Nasri ejecutando un disparo durante un partido de la Copa de la UEFA contra el Spartak de Moscú.

Durante sus primeros años en el Olympique de Marsella, Nasri fue utilizado en diversas posiciones, más notablemente como mediocentro organizador o como volante por las bandas, principalmente por la banda derecha, ya que era considerado como muy pequeño de estatura para jugar en el centro del campo. Luego de dos años de desarrollar sus rasgos físicos, durante la temporada 2006-07, el entrenador Albert Emon lo insertó en la posición de mediapunta, en donde su visión, su destreza técnica y su habilidad para leer y entender el juego le ayudarían a desempeñarse mejor. Desde esa temporada, Nasri ha jugado en esa posición tanto para su club como para su selección. El mismo jugador ha admitido que prefiere jugar en una posición más centrada. Sin embargo, como resultado de su versatilidad, Nasri también puede jugar como extremo, posición que ocupó durante gran parte de su carrera en el Arsenal FC, en donde jugaba en una formación 4-3-3. Su control del balón, velocidad, dribleo, centros y habilidad para usar ambos pies lo ayudaron a adaptarse en esa posición, haciendo que su entrenador Arsène Wenger lo utilizara en ese rol durante los cuatro años que estuvo en el club. Nasri a veces jugaba en una posición más central con el Arsenal cuando Cesc Fàbregas no estaba disponible.
En 2009, con el fin de acomodar al recién llegado atacante ruso Andréi Arshavin, tanto Wenger como el entrenador de la selección de Francia Raymond Domenech le recomendaron a Nasri tomar la posición de mediocentro defensivo para que pudiera mostrar sus subestimadas habilidades defensivas. Nasri también ha sido subestimado como cobrador de tiros libres directos y como ejecutor de tiros penales. El jugador había comenzado a ser supersticioso acerca de los tiros penales, pero logró superar su miedo luego de convertir exitosamente dos penales durante un partido contra el Tottenham Hotspur en la Copa de la Liga en 2010. Wenger ha descrito a Nasri como "un jugador joven, rápido y con una técnica excepcional". También ha sido descrito por Gilles Grimandi como "un fantástico atleta, rápido, flexible y bueno con sus pies". Su estilo de juego, habilidad y ascendencia cultural lo han llevado a comparaciones con la leyenda francesa Zinedine Zidane. Luego de unirse al Arsenal y de desempeñarse como extremo, la prensa inglesa comenzó a compararlo con un exjugador del club y compatriota, Robert Pirès. Nasri a menudo ha intentado desvincularse de dichas comparaciones, sobre todo de la comparación con Zidane: "Sólo hay un Zidane, así como también había sólo un Platini".

## Estadísticas

### Clubes
- Actualizado el 8 de julio de 2017:[173][174][175][176]

| Club                               | Div.          | Temporada     | Liga  | Liga  | Liga   | Copa nacional | Copa nacional | Copa nacional | Copa internacional | Copa internacional | Copa internacional | Total | Total | Total  | Prom. · |
| Club                               | Div.          | Temporada     | Part. | Goles | Asist. | Part.         | Goles         | Asist.        | Part.              | Goles              | Asist.             | Part. | Goles | Asist. | Prom. · |
| ---------------------------------- | ------------- | ------------- | ----- | ----- | ------ | ------------- | ------------- | ------------- | ------------------ | ------------------ | ------------------ | ----- | ----- | ------ | ------- |
| Olympique de Marsella Francia      | 1.ª           | 2004-05       | 24    | 1     | 1      | 1             | 0             | 0             | -                  | -                  | -                  | 25    | 1     | 1      | 0,04    |
| Olympique de Marsella Francia      | 1.ª           | 2005-06       | 30    | 1     | 2      | 5             | 0             | 1             | 14                 | 1                  | 1                  | 49    | 2     | 4      | 0,04    |
| Olympique de Marsella Francia      | 1.ª           | 2006-07       | 37    | 3     | 7      | 7             | 0             | 3             | 8                  | 0                  | 0                  | 52    | 3     | 10     | 0,05    |
| Olympique de Marsella Francia      | 1.ª           | 2007-08       | 30    | 6     | 12     | 4             | 0             | 0             | 8                  | 0                  | 3                  | 42    | 6     | 15     | 0,14    |
| Olympique de Marsella Francia      | Total club    | Total club    | 121   | 11    | 22     | 17            | 0             | 4             | 30                 | 1                  | 4                  | 168   | 12    | 30     | 0,07    |
| Arsenal F. C. Inglaterra           | 1.ª           | 2008-09       | 29    | 6     | 2      | 5             | 0             | 3             | 10                 | 1                  | 0                  | 44    | 7     | 5      | 0,15    |
| Arsenal F. C. Inglaterra           | 1.ª           | 2009-10       | 26    | 2     | 4      | 2             | 0             | 0             | 6                  | 3                  | 1                  | 34    | 5     | 5      | 0,14    |
| Arsenal F. C. Inglaterra           | 1.ª           | 2010-11       | 30    | 10    | 1      | 8             | 3             | 0             | 8                  | 2                  | 3                  | 46    | 15    | 4      | 0,32    |
| Arsenal F. C. Inglaterra           | 1.ª           | 2011-12       | 1     | 0     | 0      | -             | -             | -             | -                  | -                  | -                  | 1     | 0     | 0      | 0,00    |
| Arsenal F. C. Inglaterra           | Total club    | Total club    | 86    | 18    | 7      | 15            | 3             | 3             | 24                 | 6                  | 4                  | 125   | 27    | 14     | 0,21    |
| Manchester City F. C. Inglaterra   | 1.ª           | 2011-12       | 30    | 5     | 9      | 5             | 1             | 0             | 10                 | 0                  | 0                  | 45    | 6     | 9      | 0,13    |
| Manchester City F. C. Inglaterra   | 1.ª           | 2012-13       | 28    | 2     | 7      | 4             | 2             | 2             | 6                  | 1                  | 0                  | 38    | 5     | 9      | 0,14    |
| Manchester City F. C. Inglaterra   | 1.ª           | 2013-14       | 34    | 7     | 7      | 5             | 3             | 0             | 7                  | 1                  | 4                  | 46    | 11    | 11     | 0,24    |
| Manchester City F. C. Inglaterra   | 1.ª           | 2014-15       | 24    | 2     | 6      | 3             | 0             | 0             | 6                  | 1                  | 1                  | 33    | 3     | 7      | 0,10    |
| Manchester City F. C. Inglaterra   | 1.ª           | 2015-16       | 12    | 2     | 2      | -             | -             | -             | 1                  | 0                  | 0                  | 13    | 2     | 2      | 0,15    |
| Manchester City F. C. Inglaterra   | 1.ª           | 2016-17       | 1     | 0     | 0      | -             | -             | -             | -                  | -                  | -                  | 1     | 0     | 0      | 0,00    |
| Manchester City F. C. Inglaterra   | Total club    | Total club    | 129   | 18    | 31     | 17            | 6             | 2             | 30                 | 3                  | 5                  | 176   | 27    | 38     | 0,15    |
| Sevilla F. C. · España             | 1.ª           | 2016-17       | 23    | 2     | 3      | 2             | 0             | 0             | 5                  | 1                  | 0                  | 30    | 3     | 3      | 0,10    |
| Sevilla F. C. · España             | Total club    | Total club    | 23    | 2     | 3      | 2             | 0             | 0             | 5                  | 1                  | 0                  | 30    | 3     | 3      | 0,10    |
| Antalyaspor Turquía                | 1.ª           | 2017-18       | 8     | 2     | 1      | -             | -             | -             | -                  | -                  | -                  | 8     | 2     | 1      | 0,25    |
| Antalyaspor Turquía                | Total club    | Total club    | 8     | 2     | 1      | 0             | 0             | 0             | -                  | -                  | -                  | 8     | 2     | 1      | 0,25    |
| 'West Ham United F. C.' Inglaterra | 1.ª           | 2018-19       | 5     | 0     | 2      | 1             | 0             | 0             | -                  | -                  | -                  | 6     | 0     | 2      | 0,00    |
| 'West Ham United F. C.' Inglaterra | Total club    | Total club    | 5     | 0     | 2      | 1             | 0             | 0             | -                  | -                  | -                  | 6     | 0     | 2      | 0,00    |
| 'R. S. C. Anderlecht' · Bélgica    | 1.ª           | 2019-20       | 7     | 1     | 0      | 1             | 1             | 0             | -                  | -                  | -                  | 8     | 2     | 0      | 0,25    |
| 'R. S. C. Anderlecht' · Bélgica    | Total club    | Total club    | 7     | 1     | 0      | 1             | 1             | 0             | -                  | -                  | -                  | 8     | 2     | 0      | 0,25    |
| Total carrera                      | Total carrera | Total carrera | 379   | 52    | 66     | 53            | 10            | 9             | 89                 | 11                 | 13                 | 521   | 73    | 88     | 0,14    |

### Selección nacional
- Actualizado el 23 de agosto de 2017:[177]

| Selección nacional | Temporada | Partidos | Goles |
| ------------------ | --------- | -------- | ----- |
| Francia            | 2006-07   | 3        | 1     |
| Francia            | 2007-08   | 9        | 1     |
| Francia            | 2008-09   | 3        | 0     |
| Francia            | 2009-10   | 0        | 0     |
| Francia            | 2010-11   | 7        | 0     |
| Francia            | 2011-12   | 13       | 2     |
| Francia            | 2012-13   | 0        | 0     |
| Francia            | 2013-14   | 6        | 1     |
| Total              | Total     | 41       | 5     |

### Goles internacionales
| 1                                         | 6 de junio de 2007       | Estadio de l'Abbé-Deschamps, Auxerre, Francia | Georgia              | 1–0 | 1–0 | Clasificación para la Eurocopa 2008        |
| 2                                         | 16 de noviembre de 2007  | Stade de France, Saint-Denis, Francia         | Marruecos            | 2–1 | 2–2 | Amistoso                                   |
| 3                                         | 11 de octubre de 2011    | Stade de France, Saint-Denis, Francia         | Bosnia y Herzegovina | 1–1 | 1–1 | Clasificación para la Eurocopa 2012        |
| 4                                         | 11 de junio de 2012      | Donbass Arena, Donetsk, Ucrania               | Inglaterra           | 1–1 | 1–1 | Eurocopa 2012                              |
| 5                                         | 10 de septiembre de 2013 | Estadio Central, Gómel, Bielorrusia           | Bielorrusia          | 2–3 | 2–4 | Clasificación para la Copa Mundial de 2014 |
| Estadísticas al 10 de septiembre de 2013. |                          |                                               |                      |     |     |                                            |

## Palmarés

### Títulos nacionales
| Título           | Club                  | País       | Año     |
| ---------------- | --------------------- | ---------- | ------- |
| Premier League   | Manchester City F. C. | Inglaterra | 2011-12 |
| Community Shield | Manchester City F. C. | Inglaterra | 2012    |
| Copa de la Liga  | Manchester City F. C. | Inglaterra | 2013-14 |
| Premier League   | Manchester City F. C. | Inglaterra | 2013-14 |
| Copa de la Liga  | Manchester City F. C. | Inglaterra | 2015-16 |

### Títulos internacionales
| Título         | Club *                | País    | Año  |
| -------------- | --------------------- | ------- | ---- |
| Europeo Sub-17 | Francia sub-17        | Francia | 2004 |
| Copa Intertoto | Olympique de Marsella | Francia | 2005 |
| Copa Intertoto | Olympique de Marsella | Francia | 2006 |

(*) Incluyendo la selección francesa.

### Distinciones individuales
| Distinción                                  | Año  |
| ------------------------------------------- | ---- |
| Mejor Jugador Joven del Año por la UNFP     | 2007 |
| Incluido en el Equipo del Año en la Ligue 1 | 2007 |
| Futbolista Francés del Año                  | 2010 |
| Incluido en el Equipo del Año de la PFA     | 2011 |
| Trofeo Alan Hardaker                        | 2014 |

## Vida privada
Nasri nació en Septèmes-les-Vallons, un suburbio al norte de Marsella. Es hijo de padres franceses pero de ascendencia argelina. Su madre Ouassila Ben Saïd y su padre Abdelhafid Nasri nacieron en Francia. Su padre nació y se crio en Marsella, mientras que su madre proviene de la cercana población de Salon-de-Provence. Los abuelos de Nasri emigraron de Argelia. Su madre es un ama de casa y su padre había trabajado previamente como un conductor de autobús antes de convertirse en el mánager de su hijo. Al comienzo de su carrera futbolística, Nasri había utilizado el apellido de su madre, Ben Saïd, antes de cambiarse a Nasri luego de ser convocado a la selección Sub-16. Es el mayor de cuatro hermanos y es un musulmán no practicante. Nasri tiene una hermana menor llamada Sonia y dos hermanos menores gemelos llamados Walid y Malik. Los cuatro fueron criados en La Gavotte Peyret. Luego de unirse al Arsenal FC de Inglaterra, Nasri se estableció en Hampstead, un barrio del norte de Londres.
Nasri fue sancionado inicialmente en febrero de 2018 con seis meses de suspensión por dopaje después de que el centrocampista, estando cedido en el Sevilla por el Manchester City, viajara en diciembre de 2016 a Los Ángeles para someterse a un tratamiento intravenoso que no cumplía las reglas de la Agencia Mundial Antidopaje (WADA). Pero el Comité de Control, Ética y Disciplina de la UEFA recurrió y en agosto pasado la Comisión de Apelación del organismo europeo decidió ampliar su suspensión hasta los 18 meses a contar desde el 1 de julio de 2017.